# 이인희 (기업인)
이인희(李仁熙, 1929년 1월 30일 ~ 2019년 1월 30일)는 대한민국의 기업인이자 한솔그룹의 고문이었다.

## 학력
- 대구여자중학교(現.대구일중학교) 졸업
- 이화여자대학교 가정학과 2학년 중퇴(1949년)

## 가족 관계
- 할아버지: 이찬우 (1879 ~ 1957)
- 할머니: 권재림 (1881 ~ 1959)
  - 아버지: 이병철 (1910 ~ 1987)
  - 어머니(친모): 박두을 (1907 ~ 2000)
    - 배우자: 조운해 (1925 ~ 2019)
      - 장남: 조동혁 (1950 ~ )
      - 차남: 조동만 (1953 ~ )
      - 3남: 조동길 (1955 ~ )

    - 남동생: 이맹희 (1931 ~ 2015)
    - 남동생: 이창희 (1933 ~ 1991)
    - 여동생: 이숙희 (1935 ~ )
    - 여동생: 이순희 (1939 ~ )
    - 여동생: 이덕희 (1940 ~ )
    - 남동생: 이건희 (1942 ~ 2020)
    - 여동생: 이명희 (1943 ~ )

  - 어머니(계모): 구로다 (1922 ~ 2007)
    - 이복 남동생: 이태휘 (1947 ~ )
    - 이복 여동생: 이혜자 (1952 ~ )